# Edmond Gustave Camus
Edmond Gustave Camus (1852 — 1915) foi um botânico e farmacêutico francês.